# Kanały marsjańskie

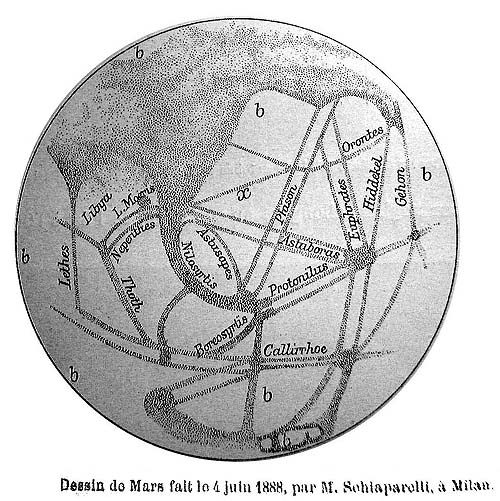
Kanały na Marsie wg Giovanniego Schiaparelliego (1888)

Kanały marsjańskie – sieć hipotetycznych prostych linii, które według astronomów z końca XIX i początku XX wieku miały pokrywać powierzchnię Marsa. Późniejsze zdjęcia z sond kosmicznych obaliły tę hipotezę. Kanały okazały się złudzeniem optycznym.

## Proste linie na Marsie

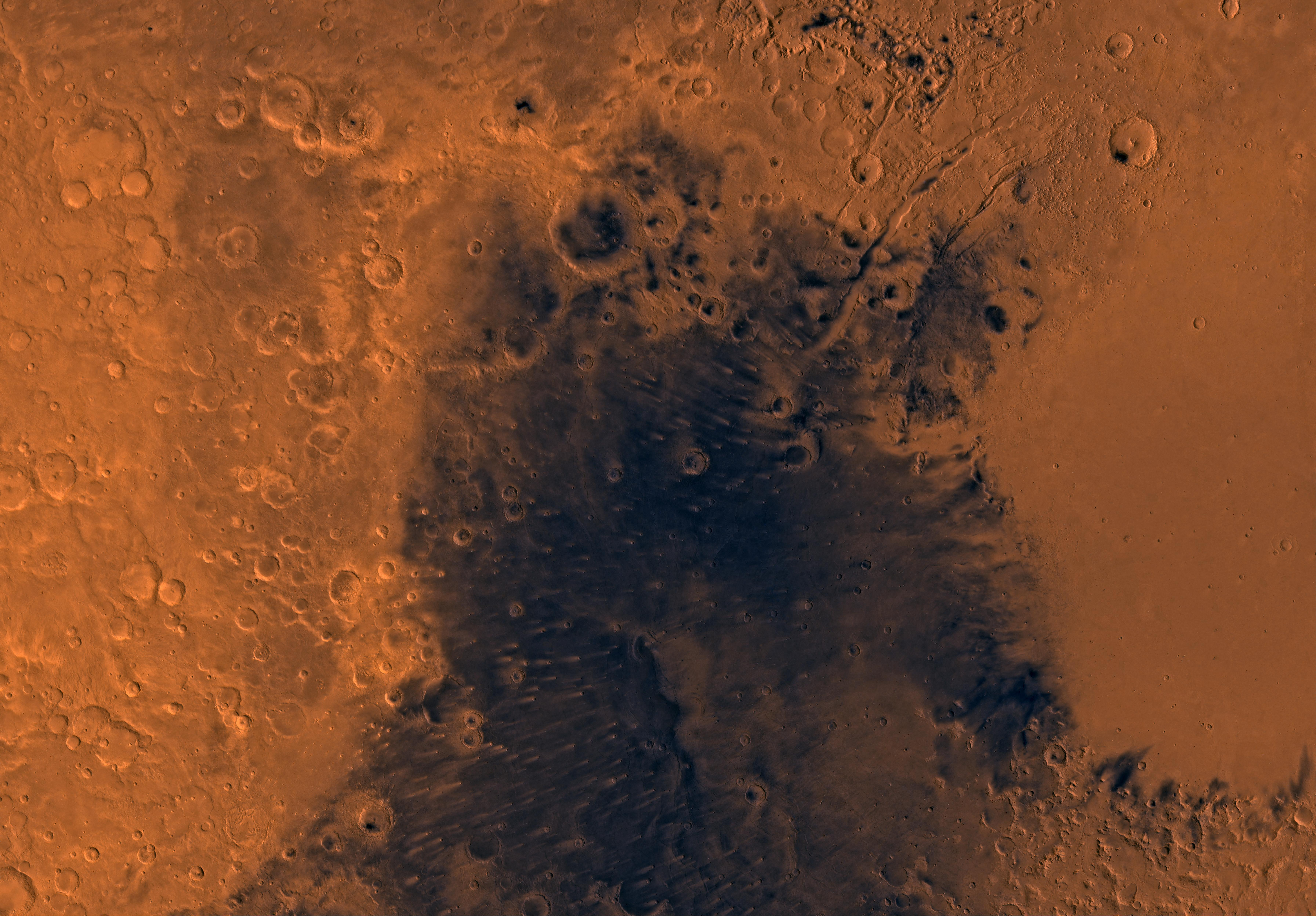
Obszar Syrtis Major

Pierwszą osobą, która użyła słowa kanał, aby opisać cechy morfologii Marsa, był Angelo Secchi, który w roku 1858 dostrzegł spore struktury na powierzchni planety. Jedną z nich nazwał Kanałem Atlantyckim, później formacji tej nadano nazwę Syrtis Major. Jednak Secchi nie dostrzegł żadnych prostych linii.
Dopiero doniesienia włoskiego astronoma Giovanniego Schiaparellego o zaobserwowaniu prostych linii na powierzchni Czerwonej Planety podczas opozycji Marsa i Ziemi w roku 1877 wywołały dyskusję na ten temat wśród astronomów.  Schiaparelli nazwał proste linie słowem canale (liczba mnoga canali), które mogło oznaczać sztuczne kanały albo dukty wodne, czy też kanały w znaczeniu przejścia lub połączenia między dwoma punktami.
Wielokrotnie stwierdzono, że  Schiaparelli sprzeciwiał się powszechnie przyjętemu tłumaczeniu słowa kanały w języku angielskim (canals, oznaczającego sztucznie stworzone kanały, zamiast channels, które oznacza także te naturalne). Z drugiej strony nie zachowały się relacje, według których włoski astronom miałby stanowczo starać się o sprostowanie błędnego rozumienia jego słów. Istnienie kanałów przypisywano rejonom równikowym Czerwonej Planety od 60° szerokości północnej do 60° szerokości południowej. Potem obserwacje Schiaparellego zostały potwierdzone przez innych badaczy. Irlandzki astronom Charles E. Burton wykonał jedne z pierwszych schematów hipotetycznych linii na powierzchni Marsa, ale jego ilustracje nie zgadzały się z tymi, które nakreślił Schiaparelli.

## Kanały irygacyjne

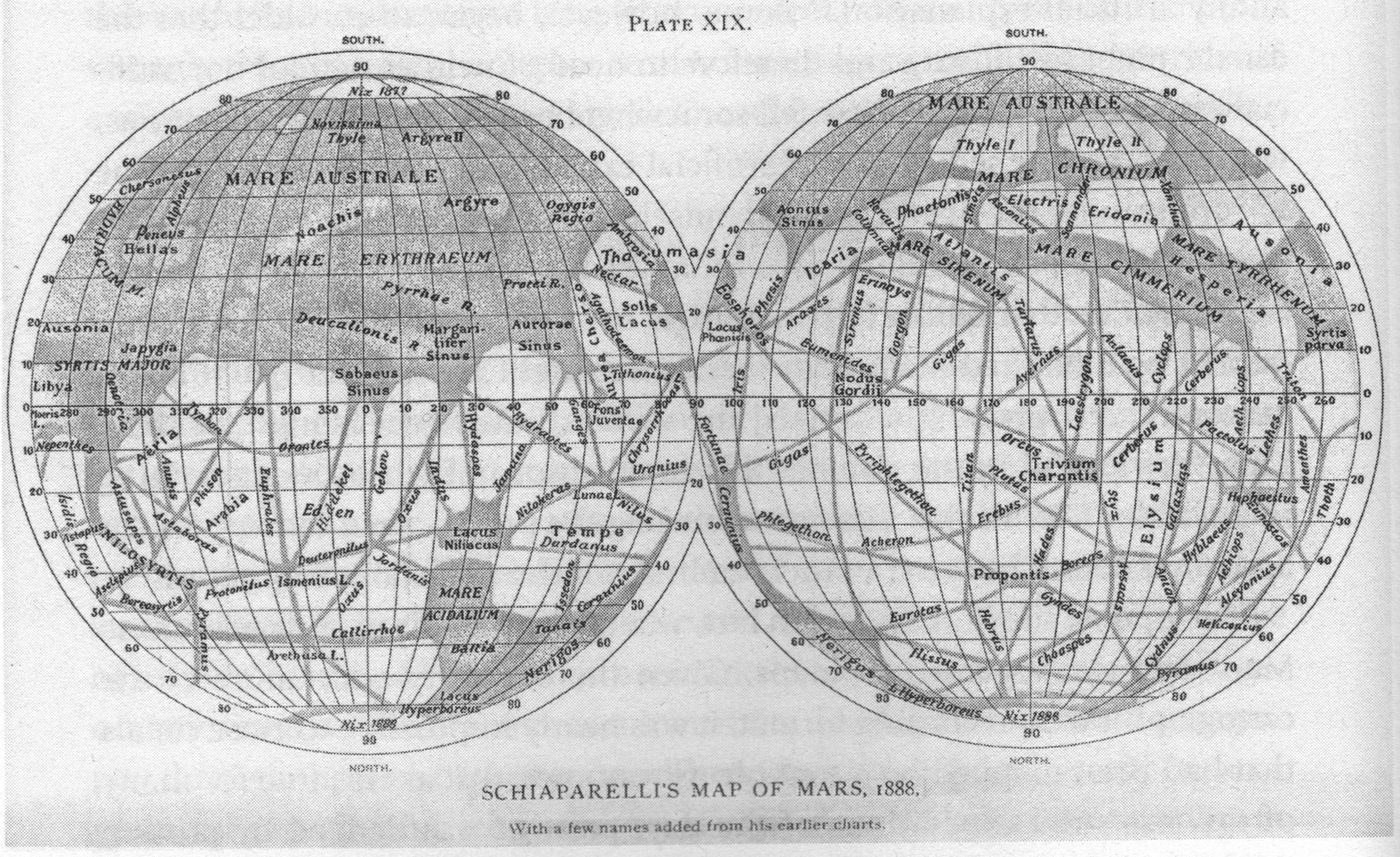
Mapa Marsa wg Schiaparelliego (1877)

Niektórzy naukowcy doszli do wniosku, że proste linie muszą być dziełem istot inteligentnych. Według tych badaczy hipotetycznie Marsjanie mieli budować kanały, aby nawodnić równikowe obszary swojej planety. Jednym z najznamienitszych propagatorów tej idei był Percival Lowell. Wiele z tych twierdzeń był odrzucanych przez Schiaparellego, który sądził, że kanały kreślone przez Lowella na mapach Marsa, były wyłącznie dziełem wyobraźni. Wielu obserwatorów twierdziło, że dostrzegają na powierzchni Czerwonej Planety dziesiątki albo setki linii, z których wiele miało biec do siebie równolegle.
W XIX w. wiedza na temat Marsa pozwalała na realistyczne stawianie hipotezy o istnieniu na tej planecie inteligentnych istot budujących sztuczne kanały. Brak precyzyjnych przyrządów astronomicznych nie pozwalał na jednoznaczną weryfikację takiej koncepcji. Obserwując Czerwoną Planetę gołym okiem badacze wyraźnie dostrzegali na jego powierzchni obszary różniące się wyglądem takie jak Syrtis Major, co pozwalało im wierzyć, że istnieją tam oceany i kontynenty. Co więcej badania Marsa ujawniły istnienie na nim czap polarnych, których zasięg zmieniał się wraz z porami roku. Czerwona Planeta ma podobnie jak Ziemia oś obrotu nachyloną pod kątem 25,19° w stosunku do płaszczyzny orbity, a długość trwania dnia jest o prawie 40 minut dłuższa. Obserwacje Marsa wykazały także obecność okresowych zmian na powierzchni, które przypisywano sezonowym zmianom w wegetacji. W XIX wieku na Ziemi zbudowano szereg kanałów takich jak Kanał Sueski otwarty w roku 1869. Założenie, że marsjańscy inżynierowie działają w sposób podobny wydawało się wtedy oczywiste.
Podczas opozycji w roku 1892 William Henry Pickering dostrzegł na Marsie szereg okrągłych, czarnych plam, które pojawiały się na skrzyżowaniach lub w początkowych punktach hipotetycznych kanałów. Nazwał je morzami lub jeziorami. Niedługo po tym hipotetyczne morza zostały zaobserwowane przez innych badaczy takich jak Lowell. Podczas opozycji w roku 1892 i 1894 dostrzeżono okresowe zmiany kolorów na powierzchni Czerwonej Planety. Wraz z topieniem się czap polarnych zmiany na Marsie miały zdaniem astronomów rozszerzać się aż do tropików. Niektórzy z nich twierdzili nawet, że widzieli na Marsie obszary pełne zieleni. Tacy naukowcy jak Lowell istnienie istot inteligentnych na Czerwonej Planecie przyjmowali w takiej sytuacji jako logiczne wyjaśnienie dla obserwowanych przemian. Ich hipotezy stały się znane powszechnie dzięki artykułom w wielu gazetach oraz czasopismach, co rozbudziło zbiorową wyobraźnię.

## Złudzenie optyczne

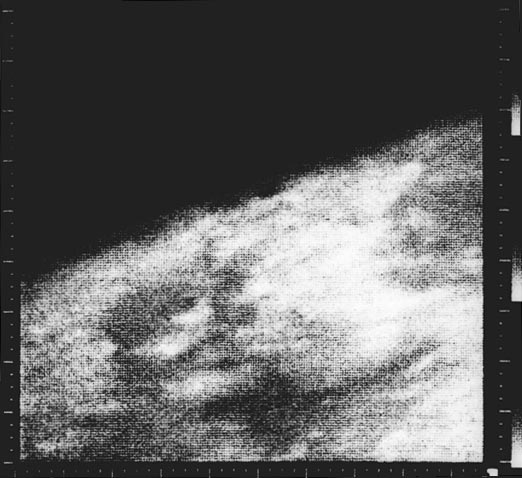
Zdjęcie wykonane przy pomocy sondy Mariner 4. Jest to pierwsze zdjęcie Marsa wykonane z tak bliska.

Jednak już w 1894 wielu astronomów wątpiło w istnienie na Marsie jakichkolwiek zbiorników wodnych, bo ich powierzchnia była zbyt niejednorodna.
Dokładniejsze obserwacje na początku wieku XX nie potwierdziły obecności hipotetycznych kanałów. Tacy astronomowie jak E. E. Barnard nie stwierdzili ich istnienia. W roku 1903 J. E. Evans i Edward Maunder przeprowadzili eksperyment z wykorzystaniem uczniów, którym pokazywano obrazy z teleskopów. Okazało się, że przy odpowiednim zakresie powiększenia wielu z nich dostrzegało na nich proste linie. Lowell i Schiaparelli mogli do obserwacji wykorzystywać tylko swoje oczy, które ich w tym przypadku zawiodły. Marsjańskie kanały były dziełem optycznej iluzji oraz inteligencji mózgu astronoma, usiłującego dostrzec jakieś obiekty w rozmazanym i niewyraźnym obrazie Czerwonej Planety. W roku 1909 Eugène Michel Antoniadi korzystając z 83-cm teleskopu w Obserwatorium  Meudon podczas opozycji Marsa stwierdził, że kanały na Marsie nie istnieją, co ostatecznie obaliło tę hipotezę. W latach 20. XX wieku stwierdzono, że atmosfera Czerwonej Planety jest bardzo rozrzedzona i sucha. Stało się jasne, że w takich warunkach nie mogła przetrwać żadna istota wielokomórkowa.
Kiedy rozpoczęła się era podboju kosmosu i w roku 1965 sonda kosmiczna Mariner 4 przekazała na Ziemię obraz Marsa jako usianej kraterami pustyni, oczywiste stało się, że ani Marsjanie, ani ich kanały nigdy nie mogli istnieć.

## Kanały w kulturze popularnej

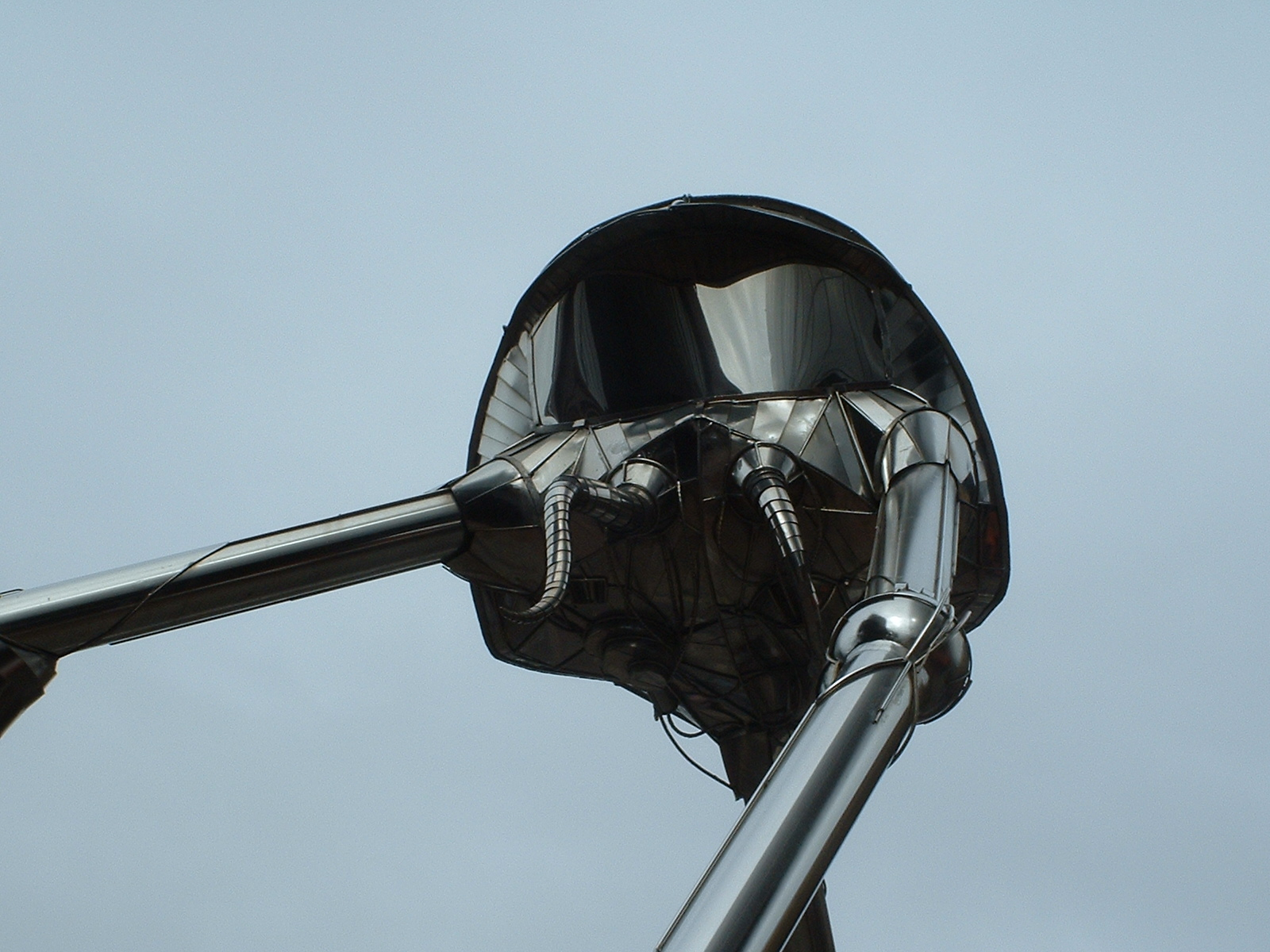
Rzeźba przedstawiająca maszynę wojenną Marsjan z powieści Wojna światów

Wyobrażenie Marsjan jako cywilizacji budującej gigantyczne kanały, aby podtrzymać wymierającą wegetację mogło zainspirować H.G. Wellsa do napisania Wojny światów w roku 1897. Jeden z najbardziej znanych autorów fantastyki wyobraził sobie, że przybysze z Czerwonej Planety mogli najechać Ziemię, aby zdobyć niezbędne im zasoby wody. W ten sposób strach przed najciemniejszymi stronami ludzkiej natury znalazł swoje odbicie w obrazie hipotetycznej cywilizacji dążącej do zdobycia przestrzeni życiowej przez podbój innej planety. Mimo dyskredytacji hipotezy kanałów na gruncie nauki, w powszechnej kulturze Marsjanie pojawiali się jeszcze przez wiele lat w XX wieku. Marsjańskie kanały stały się elementem powieści S-F tworzonych przez takich autorów jak Edgar Rice Burroughs. Opis historii powstania i upadku hipotezy kanałów na Marsie został wpleciony w fabułę opowiadania Stanisława Lema Ananke z cyklu Opowieści o pilocie Pirxie.